# Шкляїв Валентин
Валентин Миколайович Шкляїв (також зустрічається написання прізвища Шкляєв; 1895 —1937) — театральний художник, сценограф школи В. Меллера. Жертва сталінських репресій.
З 1922 у «Березолі» оформлював вистави переважно в дусі конструктивізму: «Пошились у дурні» (1924, за М. Кропивницьким), «Жакерія» (П. Меріме), «За двома зайцями» (за М. Старицьким), «Шпана» (1926, В. Ярошенка), «Яблуневий полон» (І. Дніпровського), «Пролог» (Л. Курбаса і С. Бондарчука).
В Театрі ім. Франка: «Мина Мазайло» М. Куліша і «Ділок» В. Газенклевера (обидві 1929); «Вечір класичного українського водевілю», «Москаль-Чарівник» І. Котляревського, «По ревізії» М. Кропивницького, «На перші гулі» С. Васильченка, «Як ковбаса та чарка...» М. Старицького (усі —1933).
В 1934 році заарештований, подальша його доля невідома.